# Elias (Wrestler)
Jeffrey „Jeff“ Sciullo (* 22. November 1987 in Pittsburgh, Pennsylvania) ist ein US-amerikanischer Wrestler. Er stand zuletzt bei der WWE unter Vertrag, wo er unter dem Ringnamen Elias bei Raw auftrat. Sciullo ist ein ehemaliger 24/7 Champion.

## Wrestling-Karriere

### Anfänge

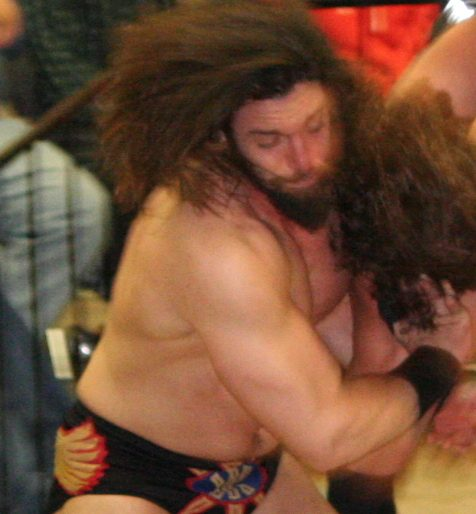
Sciullo während eines IWC-Events im Februar 2012

Sciullo kämpfte ausgiebig in den Independent-Ligen für verschiedene Promos im Nordosten der USA, in erster Linie für International Wrestling Cartel (IWC) unter dem Ringnamen „Heavy Metal Jesus“ und später „Logan Shulo“. Während in der IWC, gewann Shulo die Super Indy Championship und den World Heavyweight Championship.

### World Wrestling Entertainment (seit 2014)

#### NXT (2014–2017)
Anfang 2014 unterschrieb Sciullo einen Entwicklungs Deal bei WWE unter dem Ringnamen „Elias Samson“. Er machte sein NXT-Debüt am 24. April 2014, anfangs arbeitete er als Nachwuchstalent und bildete ein Tag Team mit Buddy Murphy und sie verloren eine Fehde gegen The Ascension. Samson wurde dann 2014 und Anfang 2015 sporadisch im Fernsehen eingesetzt, wobei Wrestler wie Baron Corbin vor allem als Nachwuchstalent auftraten.
Im August 2015 debütierte Samson als ein Musikanten-Gimmick bei einem Match bei NXT TakeOver: Brooklyn. Er betrat den Ring mit einer Gitarre, bevor er gegen Bull Dempsey antrat. Samson nahm am Dusty Rhodes Tag Team Classic Turnier teil, wo er mit Tucker Knight als Tag Team eingeteilt wurde, aber sie wurden später von The Revival Scott Dawson & Dash Wilder aus dem Turnier eliminiert. In den nächsten Wochen trat er bei NXT gegen verschiedene Wrestler wie John Skyler, Corey Hollis, Steve Butler und Jesse Sorensen an. Bei der NXT-Episode vom 23. März 2016 verlor Samson gegen Johnny Gargano. Nach dem Match attackierte Samson Gargano, als Apollo Crews rauskam und Gargano rettete. Beim NXT TakeOver: Dallas vom 6. April 2016 verlor er gegen Crews. Samson startete eine Niederlagenserie. Erst verlor er gegen Shinsuke Nakamura, danach gegen Finn Bálor und dann gegen Nathan Cruz.
Am 15. März 2017, Samson schien sich zu freuen über den Sieg über Kassius Ohno, davor verlor er ein Championship Match gegen Bobby Roode. Ohno forderte Samson für ein „Loser Leaves-NXT-Match“ am 29. März 2017 heraus. Samson verlor das Match. Am 1. April 2017 kämpfte Samson mit einer Maske als „El Vagabundo“ gegen Oney Lorcan. El Vagabundo verlor, als Lorcan ihn die Maske vom Gesicht zog.

#### Raw (2017–2019)

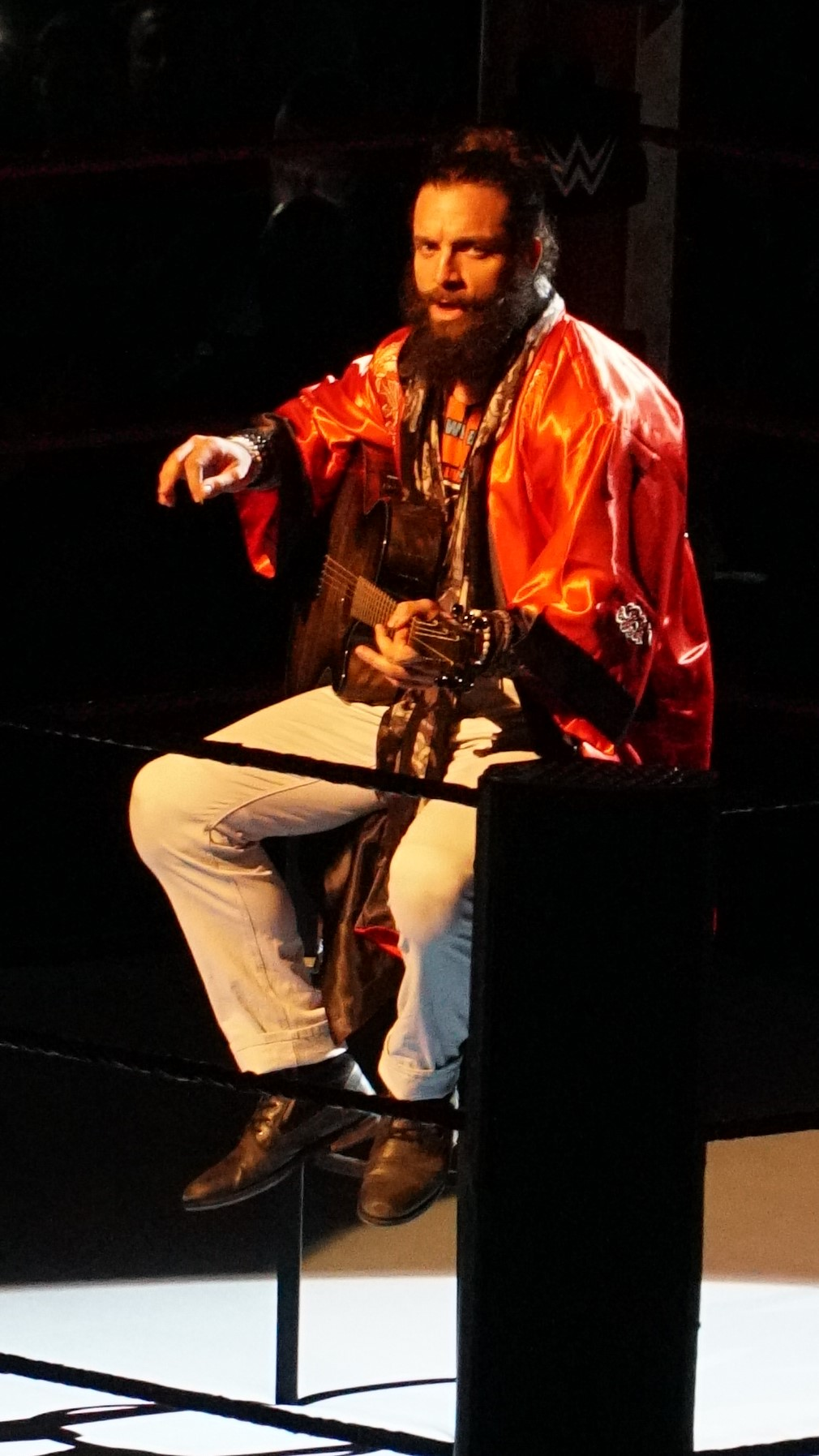
Elias bei Raw im April 2018

Am 10. April 2017 machte Samson sein Main-Roster Debüt bei Monday Night RAW. Sein In-Ring Debüt machte er am 22. Mai 2017 und gewann gegen Dean Ambrose wegen DQ (Disqualification), weil The Miz rauskam und Ambrose attackierte. Am 19. Juni sang Samson im Ring einen Song, als Finn Bàlor rauskam um sein Match gegen Bo Dallas nachzuholen. Später attackierte Samson Bàlor im Backstage-Bereich, als er interviewt wurde und sagte dabei zu ihm „never upstage him again“ („unterbrich mich nie wieder“). Am 24. Juli hatte Samson ein No DQ Match (No Disqualification) gegen Bálor, Samson gewann. Ein paar Wochen später änderte er seinen Namen zu Elias.
Bei WWE Tables, Ladders & Chairs 2017 gewann Elias ein Match gegen Jason Jordan. Beim WWE Royal Rumble 2018 zog er die Nummer 6 und wurde später von John Cena eliminiert. Die Raw Episode vom 29. Januar 2018 gewann er ein Match gegen Matt Hardy und qualifizierte sich für das Elimination Chamber Match um den Sieger für den Universal Championship zu bestimmen. Am 5. Februar gab es bei Raw ein Triple Threat Match zwischen ihm, John Cena und Braun Strowman, Elias gewann am Ende. Bei WrestleMania 34 hatte Elias eine Promo gehalten bis John Cena sie wegen des Matches zwischen John Cena und The Undertaker unterbrochen hat. Beim WWE Greatest Royal Rumble in Saudi-Arabien kam Elias als Nummer 20 raus und hielt sich 34 Minuten im Ring bis Bobby Lashley ihn eliminierte. Die Raw Episode vom 28. Mai gab Elias ein Konzert im Ring vor seinem Match gegen Jinder Mahal, bis Seth Rollins ihn unterbrach, nach dem Match attackierte Elias Rollins mit seiner Gitarre. Am 31. Mai verlor Elias das Money in the Bank Ladder Match bei Money in the Bank 2018. Am 6. Oktober bei WWE Super Show-Down verlor er das Tag Team-Match mit Kevin Owens gegen John Cena und Bobby Lashley.

#### SmackDown (2019–2020)
Im Rahmen des Superstar Shake-Ups 2019 wechselte Elias am 16. April 2019 von Raw zu SmackDown. Nach diesem Wechsel startete er eine Fehde gegen Roman Reigns, welche bei WWE Money in the Bank 2019 mit einem Singles Match gipfelte, dieses Match verlor er jedoch bereits nach 10 Sekunden. In der SmackDown-Ausgabe vom 28. Mai 2019 konnte Elias sich den WWE 24/7 Championship von R-Truth sichern und gewann somit seinen ersten Titel bei der WWE, dennoch verlor er den Titel in derselben Nacht wieder zurück an Truth und somit endete die Regentschaft nach einer knappen Stunde. In der SmackDown-Ausgabe vom 4. Juni 2019 konnte Elias sich den WWE 24/7 Championship von R-Truth zum zweiten Mal sichern, um ihn erneut nach wenigen Sekunden wieder an Truth zu verlieren. Die dritte Regentschaft startete er am 12. August, nachdem er R-Truth im Backstagebereich überraschte. Diese Regentschaft hielt 12 Tage; er verlor den Titel dann an R-Truth, als dieser ihn bei einer Veranstaltung von Fox Sports auf der Bühne pinnte. Jedoch gewann er den Titel in derselben Nacht am 24. August von Rob Stone, einem Produzenten von Fox Sports, zurück. Dieser hatte zuvor den Titel von R-Truth gewonnen, somit startete er seine vierte Regentschaft. Seine vierte Regentschaft endete nach drei Tagen, nachdem Drake Maverick ihn gepinnt hatte.

#### Rückkehr zu Raw und Rolle des Ezekiel (seit 2020)
Am 12. Oktober 2020 wechselte er durch den Draft zu Raw. Am 4. April 2022 kehrte er nach einer längeren Pause in die Shows mit dem Ringnamen Ezekiel zurück. Anders als bisher, trat er glattrasiert und ohne Gitarre auf. Er behauptete, nicht Elias zu sein, sondern dessen jüngerer Bruder Ezekiel und begann eine Fehde mit Kevin Owens, der diese offensichtliche Lüge nicht akzeptieren wollte. Die Fehde wird in Medien als Storyline mit Comedy-Charakter eingeordnet und rief bei Kommentatoren und Fans positives Echo hervor. Sie führte am 5. Juni 2022 zu einem Match bei Hell in a Cell (2022), das Ezekiel verlor. Bei der Raw-Ausgabe vom 20. Juni 2022 wurde ein Segment ausgestrahlt, welches gleichzeitig den Elias- als auch Ezekiel-Charakter zeigte. Im Oktober 2022 folgte der Wechsel zurück zum Elias-Gimmick. Am 21. September 2023 wurde er von der WWE entlassen.

## Außerhalb des Wrestlings
Im Jahr 2018 brachte Sciullo seine erste EP raus mit dem Namen Walk with Elias.

## Titel und Auszeichnungen
- World Wrestling Entertainment
  - WWE 24/7 Championship (4×)

- International Wrestling Cartel
  - IWC World Heavyweight Championship (1×)
  - IWC Super Indy Championship (1×)